# Balik, Dobrici
Balik (în bulgară Балик, în română Sarnebi) este un sat în comuna Tervel, regiunea Dobrici, Dobrogea de Sud, Bulgaria. 
Între anii 1913-1940 a făcut parte din plasa Ezibei a județului Caliacra, România.

## Demografie
Componența etnică a satului Balik
     Bulgari (1,78%)
     Turci (97,32%)
     Nicio identificare (0,89%)
     Altele (0%)
La recensământul din 2011, populația satului Balik era de 224 locuitori. Din punct de vedere etnic, majoritatea locuitorilor (97,32%) erau turci, cu o minoritate de bulgari (1,78%). Pentru 0,89% din locuitori nu este cunoscută apartenența etnică.